# 리처드 린치
리처드 린치(Richard Lynch, 1940년 2월 12일 ~ 2012년 6월 19일)는 미국의 텔레비전 배우, 영화배우, 연극 배우, 영화 프로듀서이다.

## 출연 작품
- 건 오브 더 블랙 썬 (2011년) - 다미안 역
- 더 레인(영어판) (2009년) - 칼 루미스 역
- 레이드 투 레스트 (2009년)
- 할로윈: 살인마의 탄생 (2007년) - 챔버스 역
- 에인션트 워리어스 (2003년)
- 한국전쟁 (2001년)
- 이스트사이드 (1999년)
- 스트라이크 존 (1999년)
- 테러 인 리마 (1999년)
- 에너미 액션 (1999년)
- 암스트롱 (1998년)
- 언더 오스 (1997, Under Oath) - 다니엘 역
- 토탈 포스 (1997년)
- 늑대인간 (1996년)
- 다이아몬드 런 (1996년)
- 터미널 바이러스 (1995년)
- 특명 베가스 (1995년)
- 라스트 찬스 (1995년)
- 터프가이 (1995년)
- 사이보그 3 (1995년)
- 댄저러스 워터스 (1994년)
- 데스 매치 (1994년)
- 스캐너 캅 (1994년)
- 쇼다운 (1993년)
- 더블 쓰렛 (1993년)
- 인사이드 에지 (1993년)
- 공포의 이블 데드 (1993년)
- 맥시멈 포스 (1992년)
- 흑백 전사 (1991년)
- 조종자 3 (1991년)
- 트랜서 2 (1991년)
- 엘리게이터 2 (1991년)
- 락다운 (1990년)
- 지구 반란 (1990년)
- 금지된 춤 (1990년)
- 핫 스트리퍼 (1989년)
- KGB의 아들 (1988년)
- 악령의 분신 (1988년)
- 스타 트렉 - 넥스트 제너레이션 TV 시리즈 (1987년)
- 젊은 전사들 (1987년)
- 바바리안 (1987년)
- 세비지 돈 (1985년)
- 인페르노 인 디렛타 (1985년)
- 매트 헌터 (1985년)
- 분노의 강 (1983년)
- 스워드 (1982년)
- 더 폴 가이 (1981년)
- 9번째 배치 (1980년)
- 포뮬라 (1980년)
- 강철의 사나이 (1980년)
- 배틀스타 갤럭티카 - 1980년 TV 시리즈 (1980년)
- 델타 폭스 (1979년)
- 배틀스타 갤럭티카 - 78년 시리즈 (1978년)
- 스턴트맨의 분노 (1977년)
- 신이 내게 말하길 (1976년)
- 악몽의 테레파시 (1976년)
- 형사 스타스키와 허치 (1975년)
- 해피 후커 (1975년)
- 명탐정 바나비 존즈 (1973년)
- 허수아비 (1973년) - 잭 릴리 역
- 세븐업 수사대 (1973년) - 문 역